# Jerónimo Morales Neumann
Jerónimo Morales Neumann (Godoy Cruz, Provincia de Mendoza, Argentina, 3 de junio de 1986) es un exfutbolista argentino. Jugaba como delantero y su último equipo fue Independiente Rivadavia.

## Trayectoria
Hizo sus inicios futbolísticos en el Godoy Cruz Antonio Tomba, luego el juvenil pasó a River Plate donde en su debut en Primera División anotó gol.
Posteriormente fue al Emelec de Ecuador, equipo con el que jugó la Copa Libertadores 2007 y anotó su gol en torneo internacional.
También tuvo un paso por el San Lorenzo de Almagro. El 2008 fue a Instituto de Córdoba, club en el que destacó y tuvo el mejor rendimiento de su carrera. 
Luego fue al Estudiantes de La Plata, club entonces campeón de la Copa Libertadores, una enfermedad le impidió viajar al Mundial de Clubes. Mononucleosis.
El 2010 fue al Barnsley FC de Inglaterra.
Luego de su paso por Europa, retorna el 2011 al fútbol argentino, para vestir nuevamente la camiseta de Instituto de Córdoba y posteriormente pasa a Independiente Rivadavia de Mendoza. El 2012 pasa al Adelaide United de Australia y el 2014 es transferido al Newcastle United Jets FC del mismo país. El 2015 vuelve a Argentina al Club Atlético Tigre y el 2016 a Independiente Rivadavia de Mendoza.
Al retirarse del fútbol se dedicó a la cetrería. 

## Clubes
| Club                    | País       | Año       | PJ | Goles |
| ----------------------- | ---------- | --------- | -- | ----- |
| River Plate             | Argentina  | 2005-2006 | 2  | 1     |
| Club Sport Emelec       | Ecuador    | 2006-2007 | 5  | 1     |
| San Lorenzo de Almagro  | Argentina  | 2007-2008 | 0  | 0     |
| Instituto               | Argentina  | 2008-2009 | 47 | 14    |
| Estudiantes de La Plata | Argentina  | 2009-2010 | 14 | 1     |
| Barnsley FC             | Inglaterra | 2010      | 5  | 0     |
| Instituto               | Argentina  | 2010-2011 | 14 | 2     |
| Independiente Rivadavia | Argentina  | 2011-2012 | 15 | 0     |
| Adelaide United         | Australia  | 2012-2014 | 53 | 17    |
| Newcastle United Jets   | Australia  | 2014      | 13 | 3     |
| Tigre                   | Argentina  | 2015      | 1  | 0     |
| Independiente Rivadavia | Argentina  | 2016      | 3  | 0     |